# 372 Palma
372 Palma este un asteroid din centura principală, descoperit pe 19 august 1893, de Auguste Charlois.